# 乌拉-卡琳·伦隆德
乌拉-卡琳·伦隆德（瑞典語：Ulla-Karin Rönnlund，1977年2月19日—），旧姓特林（Thelin），瑞典女子足球运动员。她曾代表瑞典参加1999年国际足联女子世界杯。她也曾入选2000年夏季奥林匹克运动会瑞典女子足球队名单，但并未上场参赛。